# アイピック
アイピック株式会社（英: IPIC Co., Ltd.）は、日本のパーティションメーカー。自社ブランドであるEASY WALL（イージーウォール）をはじめとした多岐に渡る製品の製造販売及び施工をしている。

## 沿革
- 1984年（昭和59年）：東京都足立区にて石橋パネルとして創業。
- 1993年（平成5年）：東京営業所を開設。
- 1997年（平成9年）：アイピック株式会社に社名変更。
- 1998年（平成10年）：国土交通大臣許可、一般建設業許可を取得。
- 2009年（平成21年）：札幌市に札幌営業所を開設。
- 2020年（令和2年）5月：居酒屋などに設置する喫煙ブースを新型コロナウイルス感染症の感染有無を調べるPCR検査における検体採取をウォークスルー方式で行うことができる検査用ブースに改良し、医療機関に設置[1]。
- 2023年（令和5年）
  - 11月：サービスWEBサイト「間仕切.jp（majikiri.jp）」をローンチ
  - 11月：事業拡大につき、新本社ライブオフィスとショールーム「パーテーションラボ」を東京都千代田区岩本町に移転開設。

## ブランド一覧
- EASY WALL（） - 吸音効果のある素材を用いたパーティション[2]。
- EASY WALL Light（） - イージーウォールをより軽くカンタンに設置できる簡易間仕切り[2]。
- VARIE（）
- TRUST WALL（） - 創業期から長年にわたるロングセラー。アイピック株式会社を代表する製品である、アルミパーテーション、スチールパーテーション、トイレブースのブランドコンセプト。
- トイレのミカタ・IPICウォーターフィルター - 2025年から手掛ける防災製品。開発及び製造をアイピック株式会社の独自のプロダクト防災製品。

## 拠点・工場
- 本社・ショールーム - 東京都千代田区岩本町3丁目8-16 NMF神田岩本町ビル6F
- 営業本部・第一工場 - 埼玉県八潮市大曽根1473-1
- 第二工場 - 埼玉県八潮市大曽根1476-1
- 資材センター - 埼玉県八潮市大曽根1521-1
- 札幌営業所 - 札幌市東区北36条東27丁目2-20